# Broborg

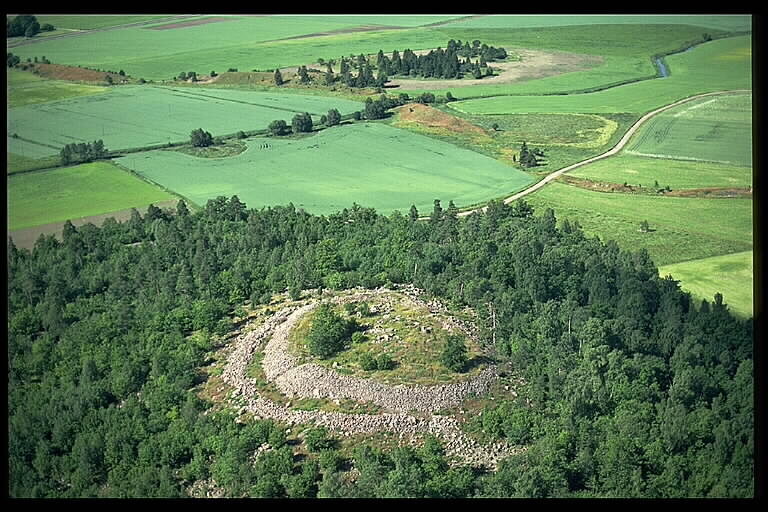
Broborg

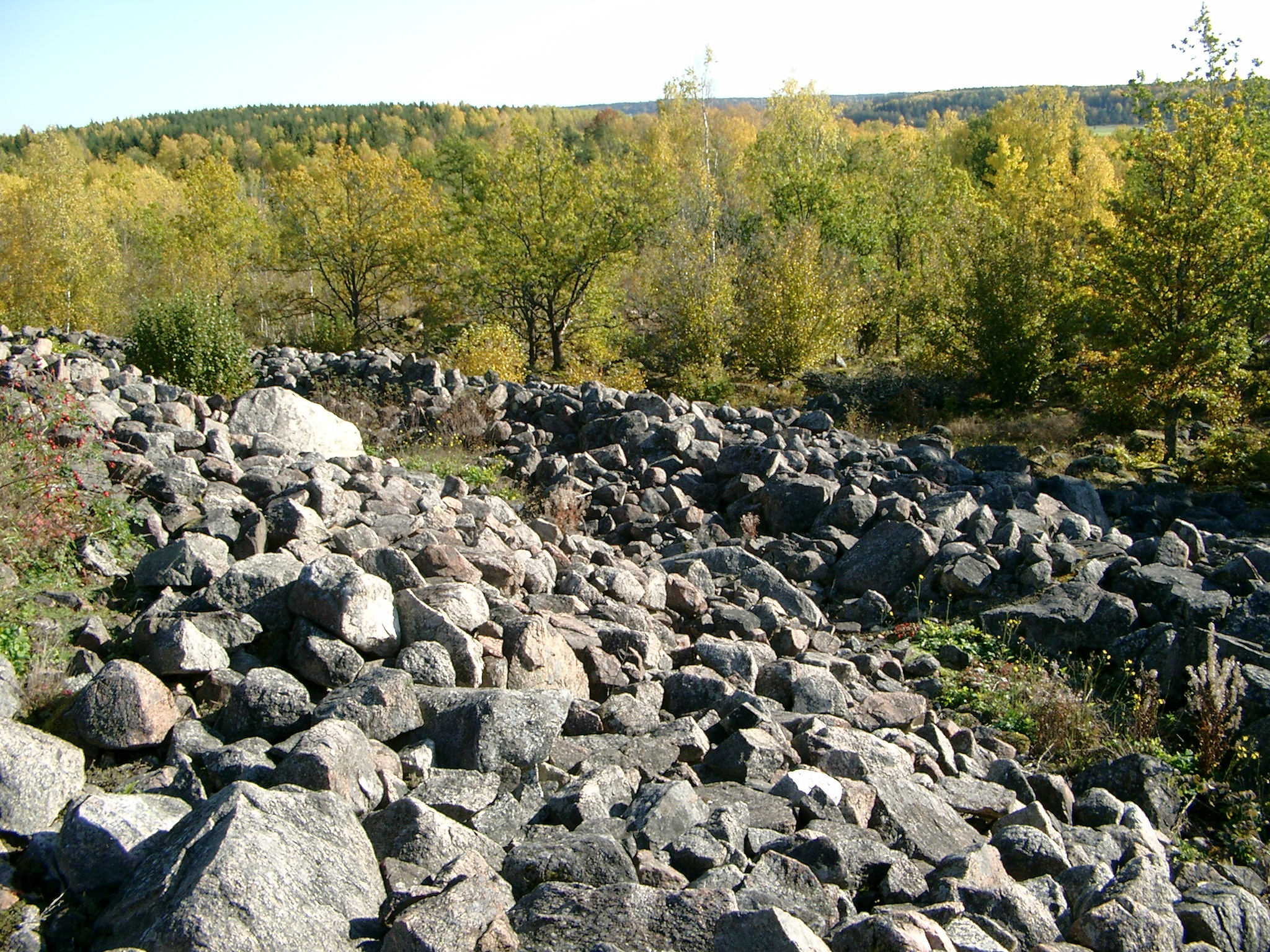
Broborg – Innerer und äußerer Wall

Die Broborg ist eine eisenzeitliche Fornborg (Wallburg, früh- bzw. vorgeschichtliche Ringwallanlage) in einem Wald nordwestlich des Riksväg 77, nordöstlich von Knivsta im äußersten Süden von Uppland in Schweden.
Die Broborg ist Upplands größte Fornborg und liegt an einem im Westen und Norden steilen Berghang, bei Husby-Långhundra. Der Name Broborg ist seit dem 18. Jahrhundert bekannt und stammt wahrscheinlich von einer Brücke über den Storån.
Die ovale Burg misst etwa 95,0 × 85,0 Meter und verfügt über eine Ringmauer, mit partiell zwei Wällen und zwei Zugängen. Der innere Ring misst 85,0 × 70,0 Meter. Der innere Wall ist etwa 300 Meter lang, 8,0 bis 15,0 Meter breit und noch 1,0 bis 2,0 Meter hoch, während der äußere 7,0 bis 10,0 Meter breit und 0,5 bis 1,5 Meter hoch ist. Beide Wälle zeigen Spuren von Mauerwerk. In der Burg gibt es einen runden Stein von etwa 7,0 m Durchmesser und 0,4 m Höhe. 
Die Broborg wurde 1982 teilweise ausgegraben. Holzkohle ermöglichte eine Datierung in die Eisenzeit, was zu einer gefundenen Glasperle passt. Mehrere Gebäude wurden gefunden. Die Mauer wurde aus verschiedenen Materialien gebaut. Nordöstlich der Burg liegt die Dreifaltigkeitsquelle (Trefaldighetskälla; RAÄ-Nr. Husby-Långhundra 1274:1).
Man findet Spuren von Verglasung, eine besondere Konstruktionsart, bei der die Steine in den Wänden erhitzt wurden, bis sie glasig und dadurch sehr hart wurden. Analysen der Verglasung zeigen, dass Temperaturen von mehr als 1100 Grad erforderlich sind. Um die hohe Temperatur zu erreichen, wurden vermutlich Kastenstrukturen entlang der Innenseite der Wand angezündet. Es ist jedoch unklar, aus welchem Grund die Konstruktionsart gewählt wurde.
Laut einer lokalen Sage lebte die Häuptlingstochter Grimsa in der Burg, die von ihrem Bruder angegriffen wurde. Sie zündete sich und die Burg an. Der Sage zufolge hat man das Feuer bis Altuppsala sehen können. In der Nähe befindet sich ein Grabhügel, der mindestens seit dem 16. Jahrhundert Grimsahögen heißt.